# Ginette Harrison
Ginette Harrison (28 de febrer del 1958-24 d'octubre del 1999) fou una alpinista professional britànica, que també visqué a Austràlia i els Estats Units.
Estudià medicina a la Universitat de Bristol i més tard s'especialitzà en medicina a gran altitud a la Universitat de Denver. Als 25 anys coronà el Denali, la muntanya més alta de Nord-amèrica i la primera de la seva sèrie d'ascensos als cims més alts dels set continents. Entre aquests s'hi troba el mont Everest, cim que va coronar el 7 d'octubre del 1993, esdevenint la segona dona britànica que coronava la muntanya més alta del món, després de Rebecca Stephens, qui el va coronar el maig d'aquell mateix any. Aquesta sèrie la va completar l'any 1995.
El seu major èxit fou l'ascens del Kanchenjunga per la cara nord (ruta txeca) el 18 de maig del 1998, esdevenint la primera dona que feu cim a la tercera muntanya més alta del món. Més tard es convertí en la primera dona britànica que feu cim al Makalu el 22 de maig del 1999.
| «                                                        | Estava encaminada vers una roca característica que sobresortia de la carena, i quan m'hi vaig plantar vaig adonar-me que ho havia aconseguit —hi havia banderes d'oració. Tanmateix, el meu cervell hipòxic va necessitar un minut per copsar que encara hi havia petjades que anaven més amunt, i que faltaven uns 6 metres pel cim. Vaig seguir les petjades fins dalt de tot i em vaig quedar allà plantada, sentint l'eufòria i el descans d'haver-ho aconseguit finalment, mesclats amb la decepció de no poder compartir aquest cim amb en Gary. | » |
| — Ginette Harrison, explicant l'ascens al Kangchenjunga. | |   |

Estava casada amb Gary Pfisterer, que conegué en la seva expedició al mont Everest.
Morí el 24 d'octubre de 1999 per una allau mentre ascendia el Dhaulagiri, la setena muntanya en alçada del món.
Hi ha una conferència memorial en honor seu cada any, part de la sèrie Wilderness Lectures. L'esdeveniment recapta diners per l'organització Charity, de la qual Ginette era una entusiasta defensora, i que finança una escola al Nepal, anomenada en honor seu.

## Cims destacats
- Mont Kenya (1982, 1994)
- Denali (1983)
- Aconcagua (1990)
- Mont Kosciuszko (1991)
- Everest (1993)[b]
- Elbrús (1994)
- Kilimanjaro (1994)
- Puncak Jaya (1994)
- Mont Logan (1995)
- Mont Vinson (1995)
- Ojos del Salado (1995)
- Cho Oyu (1997)
- Kangchenjunga (1998)[c]
- Shishapangma (1998)[d]
- Makalu (1999)[e]